# Kostel svatého Michaela archanděla (Dolní Věstonice)
Kostel svatého Michaela archanděla je římskokatolický chrám v obci Dolní Věstonice v okrese Břeclav. Věž a gotická loď pochází ze 14. století, navazující východní barokní loď s presbytářem vznikla ve 20. letech 18. století. Kostel je chráněn jako kulturní památka České republiky. Jde o farní kostel farnosti Dolní Věstonice.

## Historie
Nejstarší dochovaná část věstonického kostela pochází z první poloviny 14. století. Stavba začala od západu vybudováním věže a prvního pole lodi s opěráky. Poté byla stavba pravděpodobně přerušena nebo došlo ke změně projektu. Navazující zbytek plochostropé lodi byl vystavěn v odlišném stylu – bez opěráků a soklu. Koncem 16. století proběhly značné stavební úpravy kostela. Došlo k dokončení opěrného systému lodi, jejímu zaklenutí síťovou klenbou, vestavbě hudební kruchty a přístupového točitého schodiště. Věž byla navýšena o zděné zvonicové patro, na jehož vrcholu byl zbudován ochoz, a zastřešena zděným jehlanem. Tyto stavební zásahy datuje letopočet 1581 v nadpraží vstupu na věž. Údajně roku 1724 byla na místě zbořeného gotického presbytáře vystavěna rozlehlá barokní sálová stavba. Její anonymní autor se inspiroval stavbami Johanna Bernharda Fischera z Erlachu, uvažuje se o autorství dvorního stavitele Dietrichsteinů Christiana Alexandera Oedtla. V rámci přípravy na rekonstrukci kostela, byly roku 2019 v gotické lodi objeveny ranně barokní malby datové do let 1642–1644.

## Popis
Kostel svatého Michaela archanděla stojí v centru návsi obce. Je to jednolodní orientovaná stavba, tvořená půlkruhově zakončeným obdélným barokním sálem, k němuž se na západní straně připojuje menší gotická loď. K jejímu západnímu průčelí přiléhá hranolová věž se zvonicí. K ose východního průčelí sálu je připojena čtyřhranná sakristie. Fasády sálu jsou členěny pilastry s římsovými hlavicemi, zapojené do podstřešní římsy. Mezi pilastry se nacházejí oválná okna opatřená zalomenou šambránou a členěnou nadokenní římsou. Fasády gotické lodi jsou hladké, členěné zděnými opěrnými pilíři, na západních rozích kamennými. Mezi nimi se nacházejí úzká půlkruhově zaklenutá okna. Vstup do kostela je podvěžím, zaklenutým křížovou klenbou. Gotická loď kostela nese síťovou klenbu, barokní sál a sakristie mají klenbu valenou. Prostor lodi a sálu odděluje půlkruhově zaklenutý vítězný oblouk. V západní části lodi je hudební kruchta, klenutá křížovou klenbou a nesená arkádami s toskánskými sloupy. Ve věži visí zvon z roku 1545. Předlohu maleb objevených roku 2019 bylo grafické album jezuity Hieronyma Natalise z roku 1593 zobrazující výjevy z Evangelia.
Sochařsky jednotné interiérové zařízení pochází od původem rakouského sochaře Ignáce Lengelachera z doby výstavby barokní části kostela, tedy kolem roku 1724. Sochy jsou tvořeny sádrovým štukem s dřevěným jádrem, některé jednotlivé sochy jsou celodřevěné. Povrch oltářů je upraven na způsob umělého mramoru. Závěr presbytáře tvoří sousoší archanděla Michaela v boji s ďáblem a po bocích jsou sv. Petr a sv. Pavel. Dvě dvojice protějškových reliéfně pojatých bočních oltářů zobrazují Pannu Marii Immaculatu, sv. Annu, sv. Jana Nepomuckého a Ukřižování. Kazatelna má na stříšce sochu sv. Urbana. Na zpovědnicích jsou sochy Krista Dobrého pastýře a Marnotratného syna. Na zděných konzolách gotické lodi stojí Lengelacherovy sochy dvanácti apoštolů doplněné postavami Ecce Homo a Panny Marie Bolestné. 
V předsíni je deponované poškozené sousoší Vize sv. Luitgardy s alegoriemi Víry a Naděje. Za presbytářem kostela je na vysokém podstavci umístěna volně stojící kamenná barokní plastika Panny Marie Pomocné s Ježíškem z roku 1723. Obě skulptury patří do repertoáru Ignáce Lengelachera. 

## Současnost
Od roku 2015 se začaly pořádat v kostele v letní turistické sezóně pořádat občasné bohoslužby, konala se zde rovněž hodová mše svatá. V kostele také proběhl v tomto roce cyklus koncertů věnovaný skladateli Giovanni Battista Alouisimu, který zde byl v polovině 17. století farářem. Kostel probíhá od roku 2019 rozsáhlou rekonstrukcí a je přístupný pouze příležitostně.
Fara slouží od roku 2006 klientům brněnské charity.